# Eric Bazilian
Eric M. Bazilian (Philadelphia, 1953. július 21. –) amerikai énekes, dalszerző, többhangszeres zenész és zenei producer.
Pályafutása
Leginkább a The Hooters rockegyüttes alapítójaként ismert, amelynek énekese, gitárosa, valamint több más hangszeren is zenél. Ő írta továbbá Joan Osborne világsikerű dalát, az 1995-ös "One of Us"-t. Szólókarrierje során Bazilian négy lemezt adott ki.

## Diszkográfia

### Szólóalbumok
- The Optimist (2000)
- A Very Dull Boy (2002)
- What Shall Become of the Baby? (2012) (Bazilian & Wester)
- Bazilian (2021)